# Desix
La Desix est une rivière du Sud de la France, dans le département des Pyrénées-Orientales, en région Occitanie. Elle est un affluent droit du fleuve l'Agly.

## Géographie
De 32,3 km de longueur, elle prend sa source dans la région naturelle du Fenouillèdes dans les Pyrénées-Orientales près du col d'Aussières et conflue avec l'Agly à Ansignan.

### Départements et principales communes traversés
- Pyrénées-Orientales : Rabouillet - Sournia - Pézilla-de-Conflent - Feilluns - Trilla - Ansignan.

## Principaux affluents
- la Matassa (rg) 13 km
- le Ruisseau de Rapane 4,7 km
- le Rec de la Llèbre 4,3 km